# 天野真
天野 真（あまの しん、1973年5月13日 - ）は、東京都出身の男性フィギュアスケートの元選手で、現在はフィギュアスケートコーチ兼フィギュアスケート審判員。明治大学卒業。シングルのISUテクニカル・スペシャリスト（国際スケート連盟認定の技術審判員）。

## 経歴
1994-1995シーズンの全日本フィギュアスケート選手権では男子シングルで初優勝。同年の世界選手権にも出場した（但しショートプログラム28位でフリースケーティングに進出出来ず）。1996-1997シーズンで引退予定だったが、田村岳斗のシングル転向に伴い、田村とのペアを解消した荒井万里絵とペアを組み、1998年の長野オリンピックに出場した。長野五輪本番では、荒井がジャンプ（ソロ・スロー共に）をことごとく失敗し、出場20組中の20位に終わった。長野五輪後に荒井とのペアを解消し現役引退した。
引退後は、コーチ業の傍ら、ISUテクニカル・スペシャリスト（2003-2004シーズンから採用された新採点システムで設けられた国際スケート連盟公認の技術審判）に日本人として初めて登録されている。2005年第74回全日本選手権、2006年NHK杯、2010年、2011年および2012年の世界選手権で技術審判であるテクニカルスペシャリストを務めた。
現在はカナダ在住。2006-2007シーズンは、2007年世界ジュニアフィギュアスケート選手権銀メダリストになったパトリック・チャンのコーチを務めていた。2009-2010シーズンは西野友毬のコーチを務めていた。
2017年現在はToronto Cricket Skating and Curling Club で指導を行っている。クリケットクラブの会員でなくても「Summer Skating」で指導を受けることができる。
2017年7月8日新潟フィギュアクラブの発表会にサプライズゲストとして登場。シングル演技とクラブOGに混じっての演技および振り付けを披露した。
2017年秋、古巣のGranite Clubに移籍。

## 主な戦績

### 男子シングル
| 大会/年      | 1993-94 | 1994-95 | 1995-96 | 1996-97 | 1997-98 |
| ------------ | ------- | ------- | ------- | ------- | ------- |
| 世界選手権   |         | 28      |         |         |         |
| 全日本選手権 |         | 1       | 4       | 8       | 9       |
| NHK杯        | 12      | 9       | 12      |         |         |

### ペア
- パートナーは荒井万里絵。

| 大会/年      | 1997-98 |
| ------------ | ------- |
| オリンピック | 20      |
| 全日本選手権 | 1       |
| NHK杯        | 8       |